# 素敵にドキュメント
素敵にドキュメント（すてきにドキュメント）は、1987年10月23日から1992年9月25日まで、テレビ朝日系列局で放送された朝日放送（ABCテレビ）制作のドキュメンタリー番組である。
放送時間は毎週金曜21時 - 21時54分（JST）。

## 概要
『ザ・ハングマンシリーズ』などを放送していたテレビドラマ枠をドキュメンタリー枠に変更して放送開始した。
放送開始当初はジャーナリストの江森陽弘がキャスターを務め、「知りたい時が見たい時」のサブタイトルが付された。1988年に山瀬まみが加わったが、1989年には両者の後任として逸見政孝に交代し、この時にキャスターの名称を「情報案内人」に改称した。
逸見交代後に新たに付けられたサブタイトルは「いつみの情報案内人」とした。同時にタイトルロゴも変更した。
番組は毎回、時の人物を追跡した物や社会派作品、季節の話題等を硬軟問わず、数多くのテーマを取り上げた。
1992年頃からはサブタイトルを外し、『素敵にドキュメント』のタイトルで放送した。
後述の番組不祥事により、1992年9月25日の放送をもって終了した。

## 出演者

### キャスター
- 江森陽弘（1989年まで）
- 山瀬まみ（1988年から1989年まで）

### 情報案内人
- 逸見政孝（1989年から）

### リポーター
- 泰葉
- 小高恵美
- 白石まるみ

ほか

### ナレーター
- 羽佐間道夫
- 生野文治
- 松田重治
- 近石真介
- 槇大輔

ほか

## やらせ発覚・突然の番組終了
1992年9月24日に、同年7月17日放送分の女性の性行動をテーマにした回「追跡・女子大生、OLの性24時」のナンパ行為を取り上げた映像でやらせ行為（登場した外国人と付き合うOLがスタッフの知人の無名の女性タレント・デートした白人男性と別場面に登場する黒人男性が事務所の外国人モデル）が発覚し、逸見が激怒。9月25日「テレビマン、特にドキュメント番組の制作者が最もやっていけない事をやったのは失格です。私自身一人の放送人として我慢できません。タイトルに『いつみの情報案内人』と私の名前がついている以上、私の知らない所で行われた行為とは言え、視聴者に対する責任を負わなければなりません」と道義的責任を表明した上で謝罪して、番組を降板すると共に番組も打ち切りになった。
この事件は、テレビ朝日系全国ネット番組では1985年10月の『アフタヌーンショー』のやらせリンチ事件以来の大規模なやらせ発覚であり、キー局・準キー局がやらせ問題を引き起こしたことや、同時に1992年10月16日放送分が未収録だったことも判明したことで、制作局の朝日放送やキー局のテレビ朝日が各メディアから非難された他、本番組を放送していたネット局にも更なる大打撃を与えた。
最後の放送では、『アフタヌーンショー』同様にスポンサーも全て降板し、公共広告機構（現：ACジャパン）のCMに差し替えられ、番組の最初と最後にブラックバックでお詫びのテロップを流した。
番組終了後、朝日放送は11月4日付で郵政省（現：総務省）から厳重注意の行政指導を受けた。朝日放送は番組宣伝部を通じて「最大の鉄則である真実のリポートを踏み外した以上、けじめが必要と判断し、番組の打ち切りを決めた」と番組終了の経緯を述べ、「問題のシーンの撮影は外部の番組制作会社のスタッフが行っていて、現場にABCの人間はおらず、チェックが出来なかった」と説明した。
その2か月後に読売テレビが関西ローカルで放送していた『超近未来遭遇!! どーなるスコープ』でもやらせが発覚し、短期間に在阪2つの放送局制作の番組が相次いでやらせ問題を引き起こし、打ち切りになる不祥事となった。

### 番組打ち切り後
本番組の打ち切りに伴い金曜21時台の同時ネット局であるANNフルネット18局と山形放送（1993年3月31日まで日本テレビ系とのクロスネット局）における金曜ABC製作枠の対応については、1992年10月2日から1993年3月26日までは以下の対応を取った。
1992年10月2日に、ANNフルネット18局で20:00 - 21:54に放送された2時間スペシャル番組は、当初は『素敵にドキュメント』のタイトルを付けて放送する予定だったが、番組の打ち切りに伴い『素敵にドキュメント』のタイトルを外して放送した（「朝日新聞」調査）。なお山形放送は金曜20時台が日本テレビ系同時ネット枠だったため、別番組を放送した。
1992年10月16日から1993年3月26日までは、ANNフルネット18局と山形放送のANN19局はつなぎ番組として『金曜ファミリープレゼント』（1992年10月16日 - 12月25日）を、『インディ・ジョーンズ〜若き日の大冒険』（1993年1月8日 - 3月26日）を放送した。1993年4月16日からは『驚きももの木20世紀』がスタートした。
また、系列局である福島放送・秋田朝日放送などでは、同局から発行された1992年10月分の番組表の金曜21時枠には、『素敵にドキュメント』の文字がそのまま残され、また、CM NOWでの番組提供スポンサーリストでは、テレビ朝日の金曜21時枠の欄に「新企画」と表記された。
『アフタヌーンショー』のやらせリンチ事件に次ぐ本番組のやらせ発覚がきっかけとなり、テレビ朝日系列局では信頼を大きく失墜したうえ視聴率も低下し、打ち切り半年後の1993年4月にはワイドショー大幅改編を実施した他（『モーニングショー』並びに『海江田万里のパワフルサタデー』終了、平日正午枠のテレビ朝日系列外局への時差ネット廃止）、さらには本番組放送当時フジテレビ系列だった山形テレビのテレビ朝日系列へのネットチェンジ（ANN再加盟申請は本番組打ち切りと同日、1993年4月1日にFNN/FNS脱退・ANN加盟）が山形県民の猛反発を買うなど、テレビ朝日系列局全体の低迷に更なる拍車をかけることとなった。

## ネット局
系列は打ち切り当時の系列。
| 放送対象地域  | 放送局                                     | 系列                          | ネット形態 | 備考               |
| ------------- | ------------------------------------------ | ----------------------------- | ---------- | ------------------ |
| 近畿広域圏    | 朝日放送（現在の朝日放送テレビ）           | テレビ朝日系列                | 制作局     |                    |
| 関東広域圏    | テレビ朝日                                 | テレビ朝日系列                | 同時ネット |                    |
| 北海道        | 北海道テレビ                               | テレビ朝日系列                | 同時ネット |                    |
| 青森県        | 青森朝日放送                               | テレビ朝日系列                | 同時ネット | 1991年10月開局から |
| 岩手県        | 岩手放送                                   | TBS系列                       | 遅れネット | [ 注釈 8 ]         |
| 宮城県        | 東日本放送                                 | テレビ朝日系列                | 同時ネット |                    |
| 秋田県        | 秋田テレビ                                 | フジテレビ系列                | 遅れネット | [ 注釈 9 ]         |
| 山形県        | 山形放送                                   | 日本テレビ系列 テレビ朝日系列 | 同時ネット | 1989年10月6日から  |
| 福島県        | 福島放送                                   | テレビ朝日系列                | 同時ネット |                    |
| 新潟県        | 新潟テレビ21                               | テレビ朝日系列                | 同時ネット |                    |
| 長野県        | 長野朝日放送                               | テレビ朝日系列                | 同時ネット | 1991年4月開局から  |
| 静岡県        | 静岡けんみんテレビ（現在の静岡朝日テレビ） | テレビ朝日系列                | 同時ネット | [ 注釈 11 ]        |
| 富山県        | 富山テレビ                                 | フジテレビ系列                | 遅れネット | [ 3 ]              |
| 石川県        | 石川テレビ                                 | フジテレビ系列                | 遅れネット | 1991年9月まで      |
| 石川県        | 北陸朝日放送                               | テレビ朝日系列                | 同時ネット | 1991年10月開局から |
| 福井県        | 福井テレビ                                 | フジテレビ系列                | 時差ネット |                    |
| 中京広域圏    | 名古屋テレビ（メ～テレ）                   | テレビ朝日系列                | 同時ネット |                    |
| 島根県 鳥取県 | 山陰中央テレビ                             | フジテレビ系列                | 遅れネット |                    |
| 広島県        | 広島ホームテレビ                           | テレビ朝日系列                | 同時ネット |                    |
| 香川県 岡山県 | 瀬戸内海放送                               | テレビ朝日系列                | 同時ネット |                    |
| 福岡県        | 九州朝日放送                               | テレビ朝日系列                | 同時ネット |                    |
| 長崎県        | 長崎文化放送                               | テレビ朝日系列                | 同時ネット | 1990年4月開局から  |
| 熊本県        | 熊本朝日放送                               | テレビ朝日系列                | 同時ネット | 1989年10月開局から |
| 鹿児島県      | 鹿児島放送                                 | テレビ朝日系列                | 同時ネット |                    |

※1992年10月に開局を控えた秋田朝日放送では、開局前のサービス放送で最終回のみが放送された。

## テーマソング
- AFTER YEARS / 竹内まりや
- 抱きしめて / マルシア
- 恋する瞳 / 髙橋真梨子
- 遠いprophecy / 高橋真梨子
- LONELY FEELING / 慶田朱美

## スタッフ
- 企画：鷹野正（ABC）、石田隆一（電通）
- 構成：岩井田利治、小松範任ほか
- タイトル制作：東洋リンクス（初期）、白組（中期）
- ディレクター：大久保邦孝、小松範任ほか
- プロデューサー：大森善行、小関道幸、田中俊行、郷田美雄、沖中進（ABC）
  - 桜庭邦明、マリアンネ和田
  - 小野耕人、田中憲吾(東映)
  - 蛯名敏彦（RYUHON）
  - 須藤哲平（マックスコム）

ほか
- チーフプロデューサー：大熊邦也（ABC）
- 企画協力：三木プロダクション（中期から後期まで）
- 制作協力：RYUHON、マックスコム、タキオン[注釈 12]、東映ほか
- 制作著作：ABC（朝日放送）

## 派生番組
- 平成ふしぎ探検隊
- これは知ってナイト
- 興味しんしん丸